# Којек
Којек (фр. Coyecques) насеље је и општина у североисточној Француској у региону Север-Па д Кале, у департману Па де Кале која припада префектури Сент Омер.
По подацима из 2011. године у општини је живело 580 становника, а густина насељености је износила 41,76 становника/km². Општина се простире на површини од 13,89 km². Налази се на средњој надморској висини од 48 метара (максималној 173 m, а минималној 43 m).

## Демографија
| 1962. | 1968. | 1975. | 1982. | 1990. | 1999. | 2011. |
| ----- | ----- | ----- | ----- | ----- | ----- | ----- |
| 555   | 568   | 540   | 544   | 551   | 562   | 580   |

График промене броја становника у току последњих година